# پاولودار، قزاقستان
پاولودار (به قزاقی: Павлодар، پاۆلودار) شهری در استان پاولودار کشور قزاقستان است که در سرشماری سال ۲۰۰۸ میلادی، ۳۵۴۸۰۹ نفر جمعیت داشته است و از سال ۱۸۶۱ میلادی، به‌عنوان شهر شناخته می‌شده است.

## نگارخانه

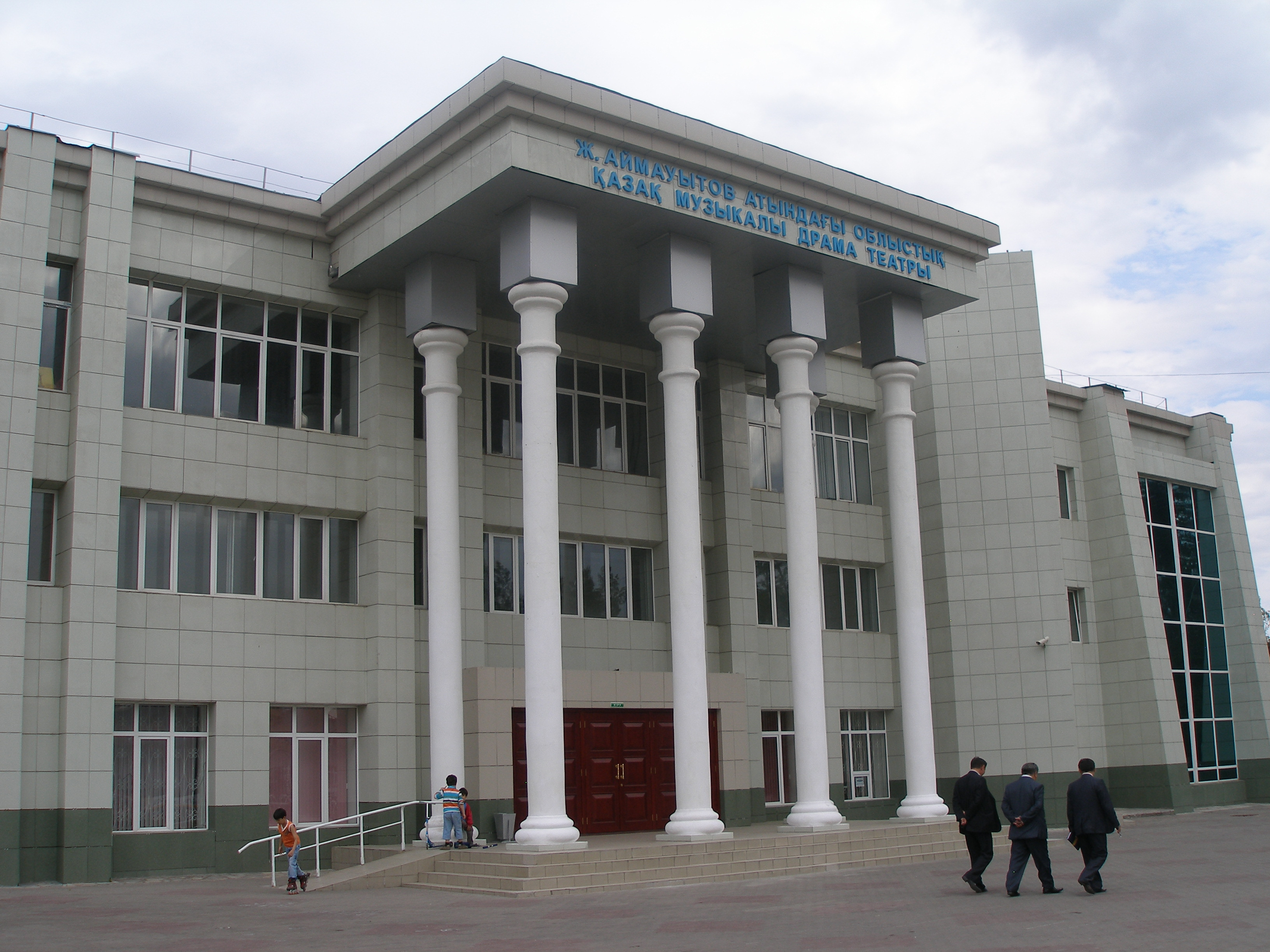
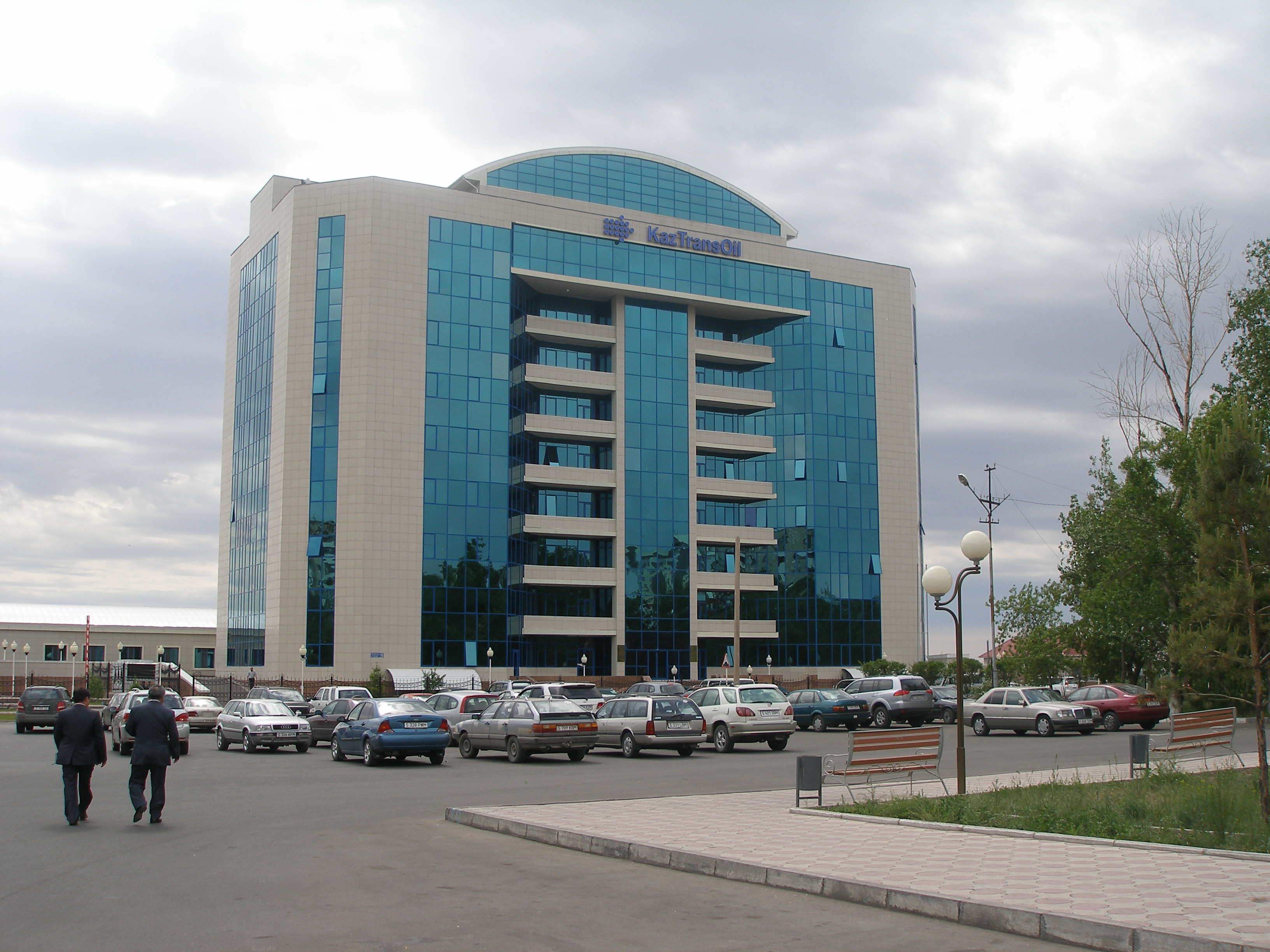
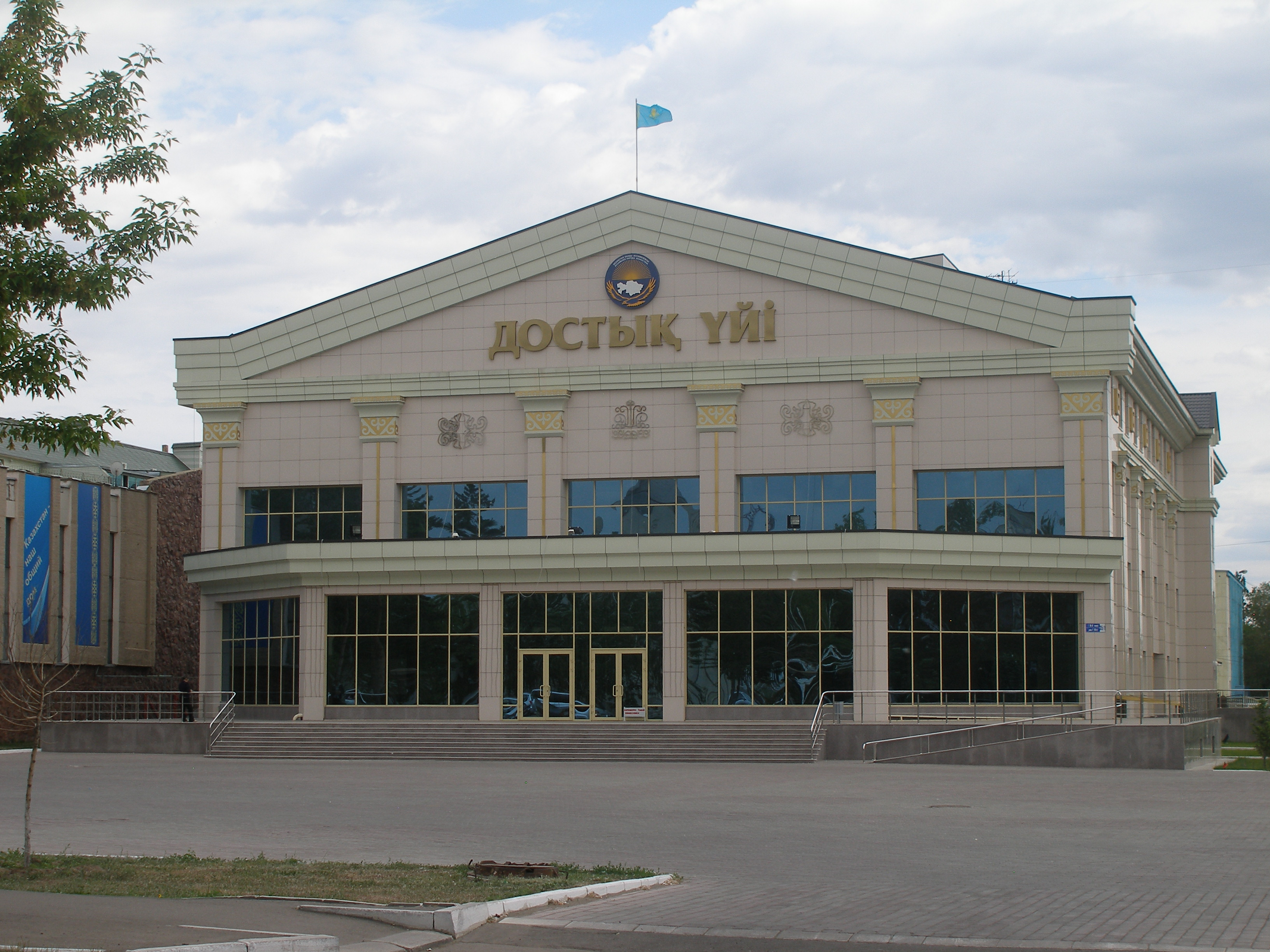
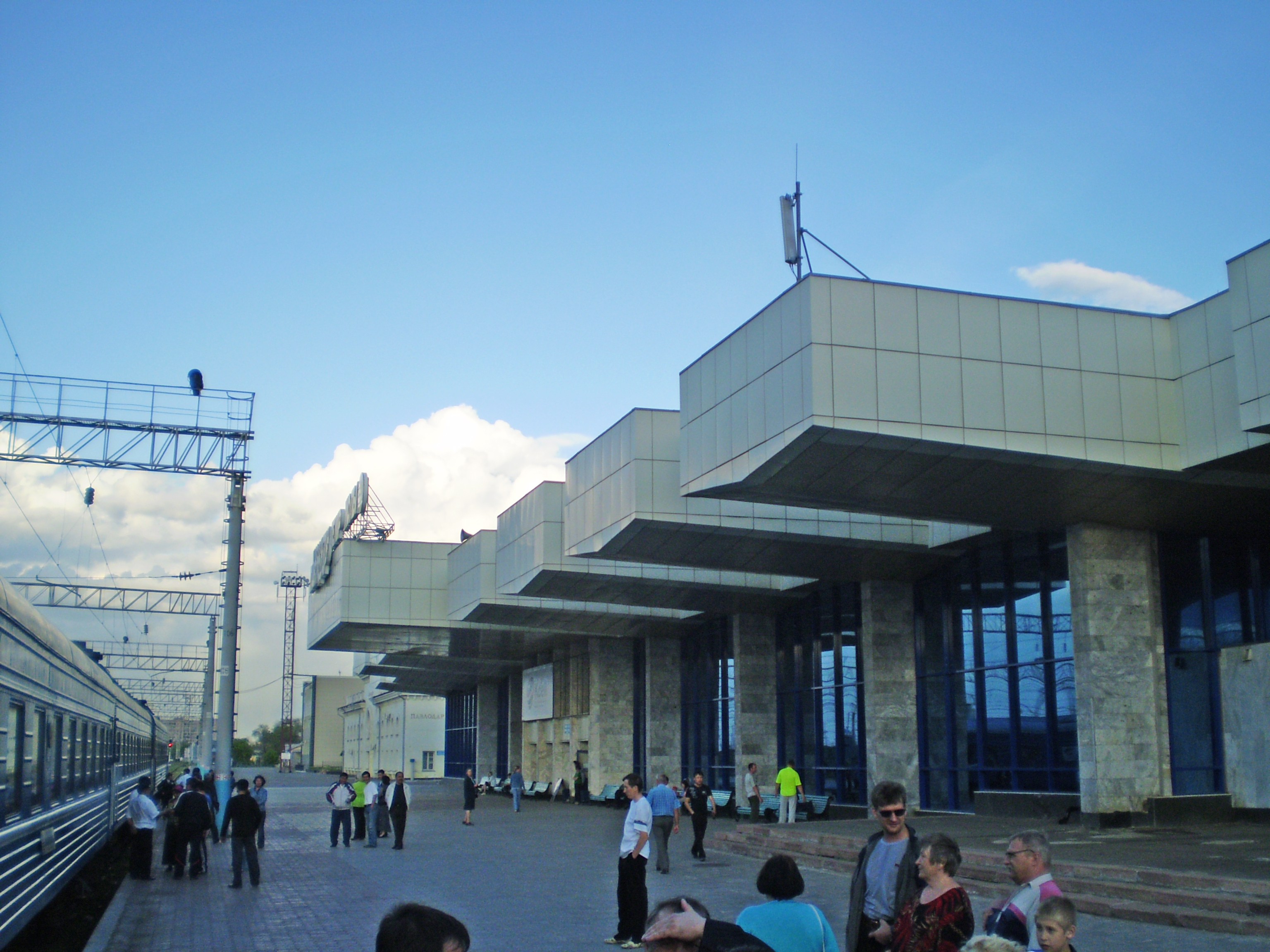
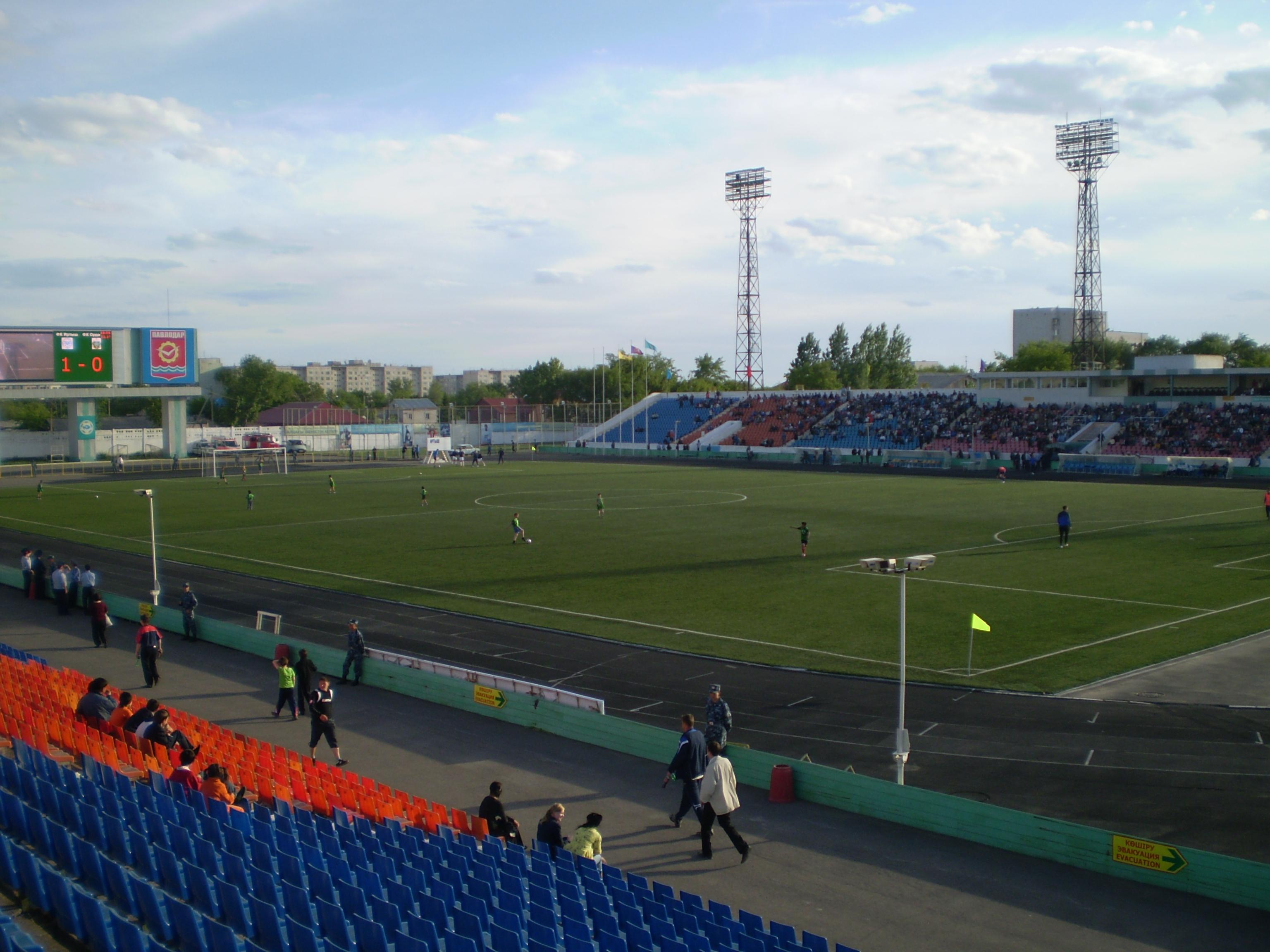
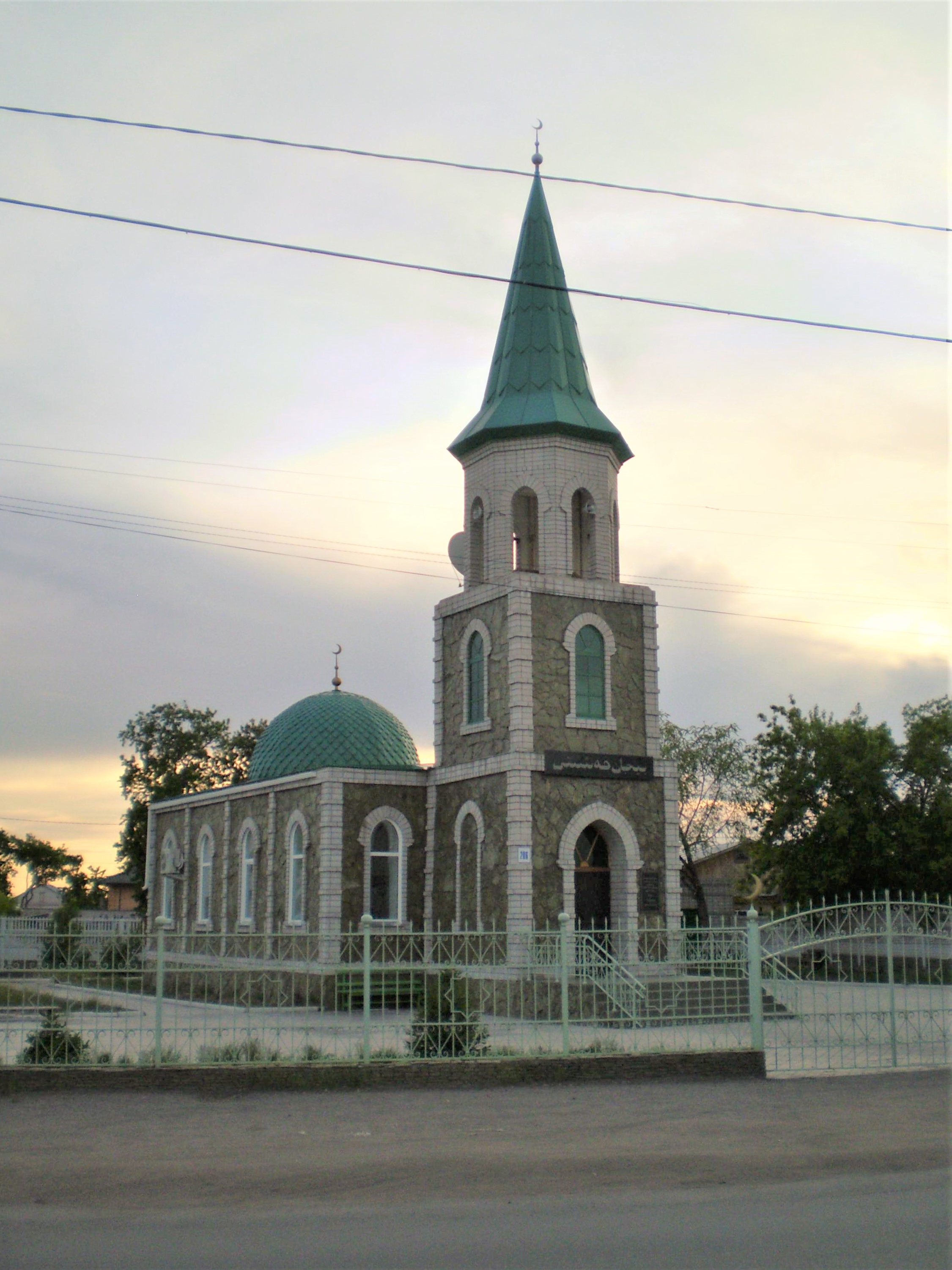
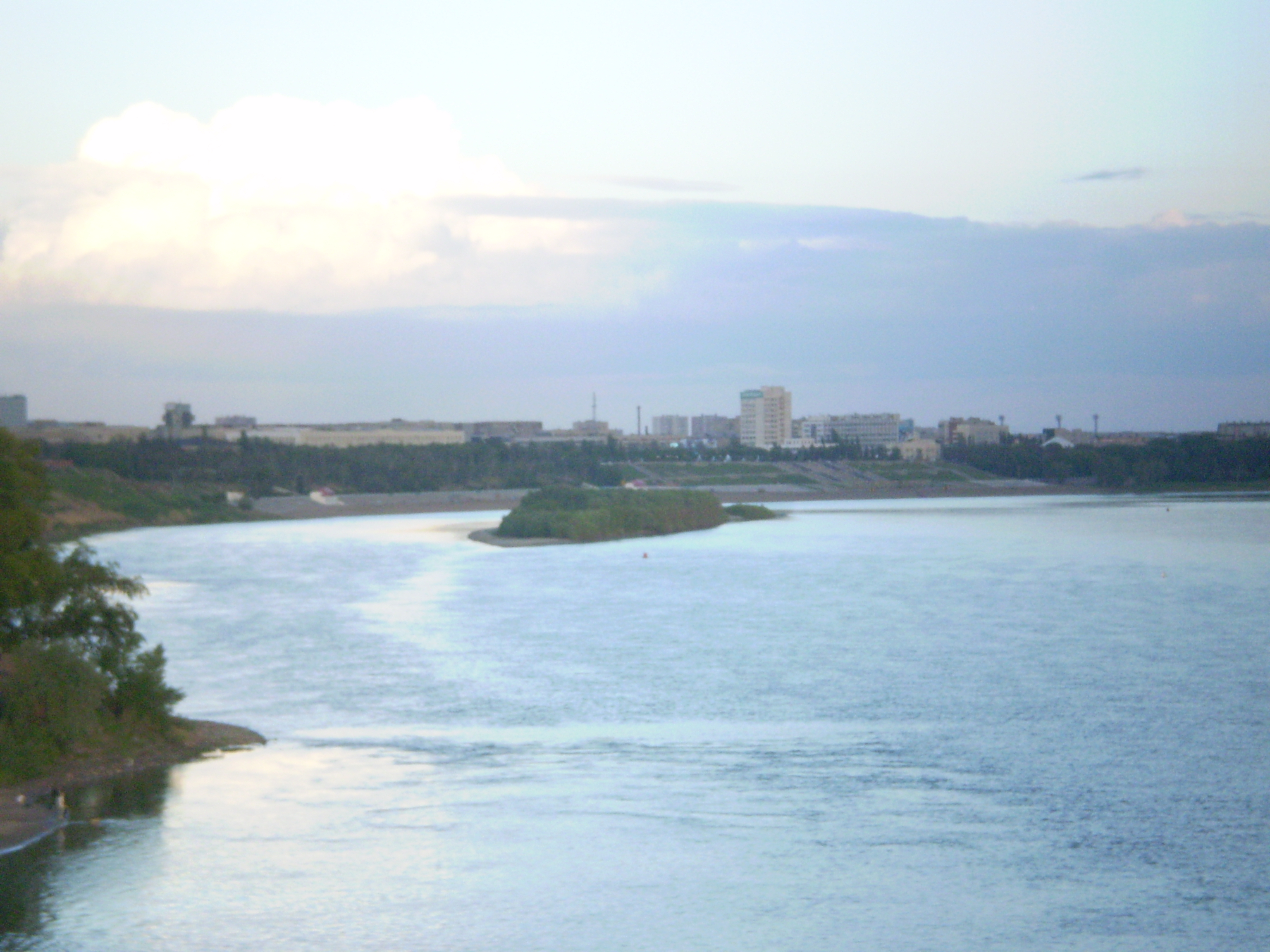
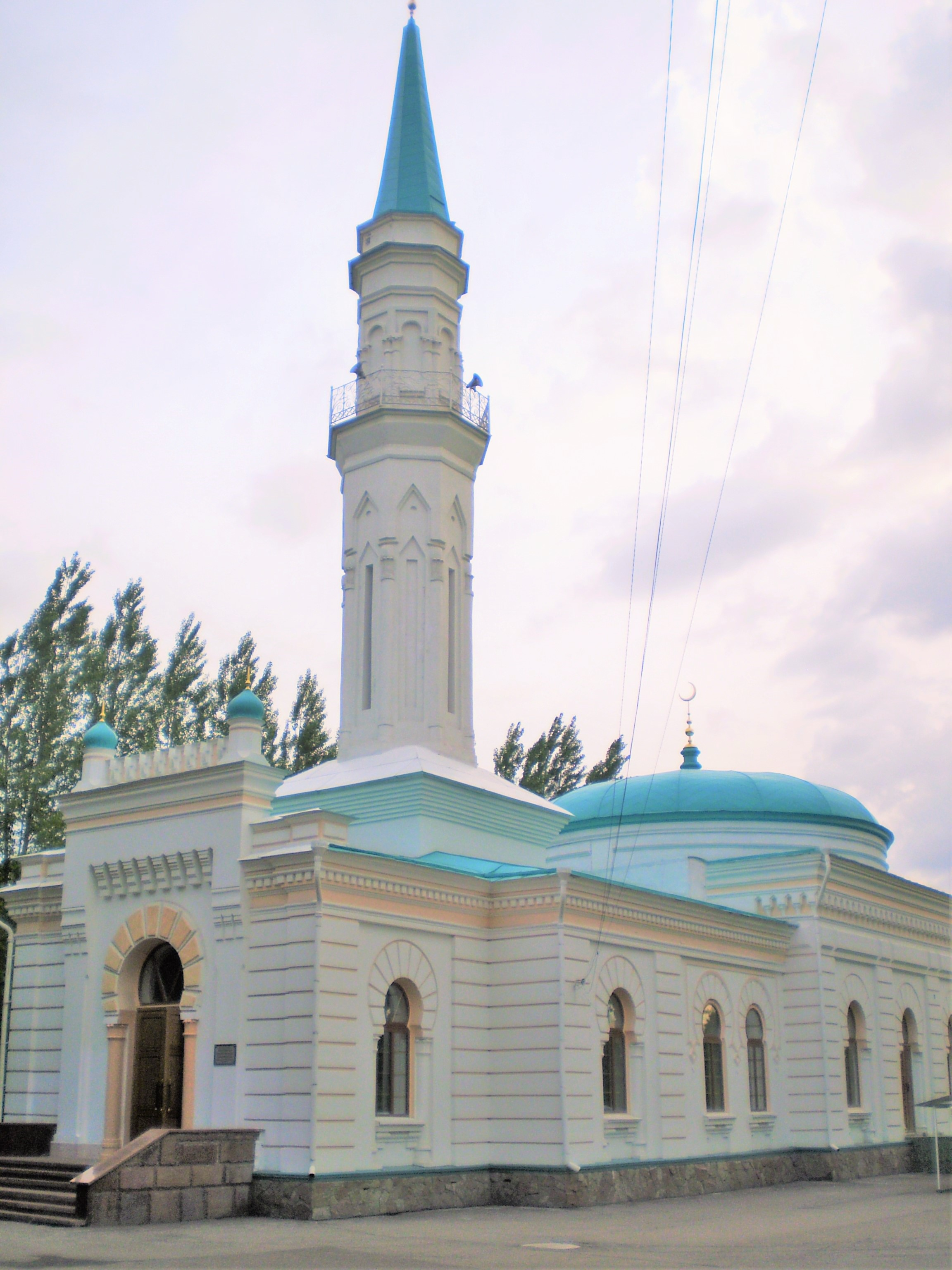
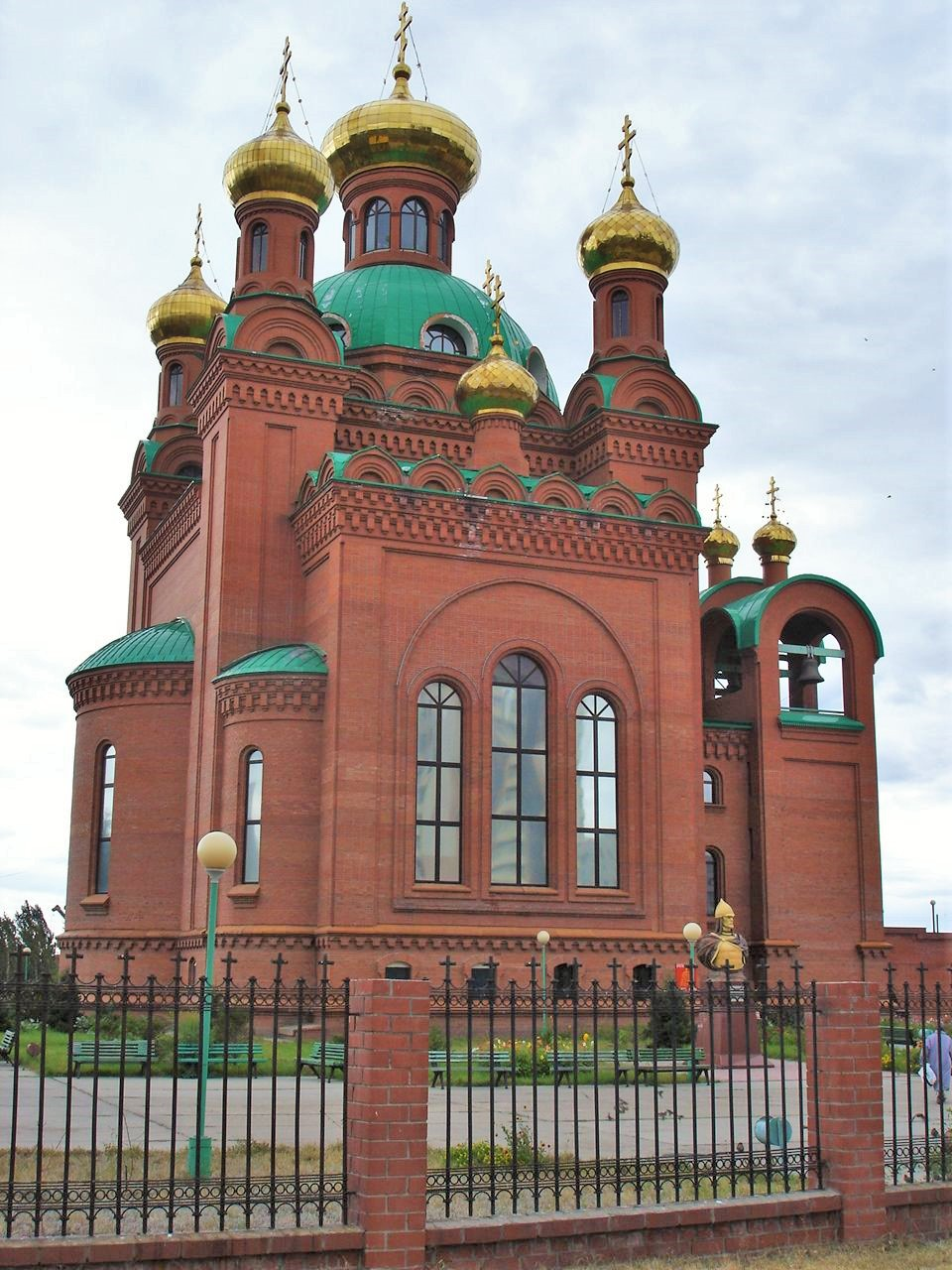
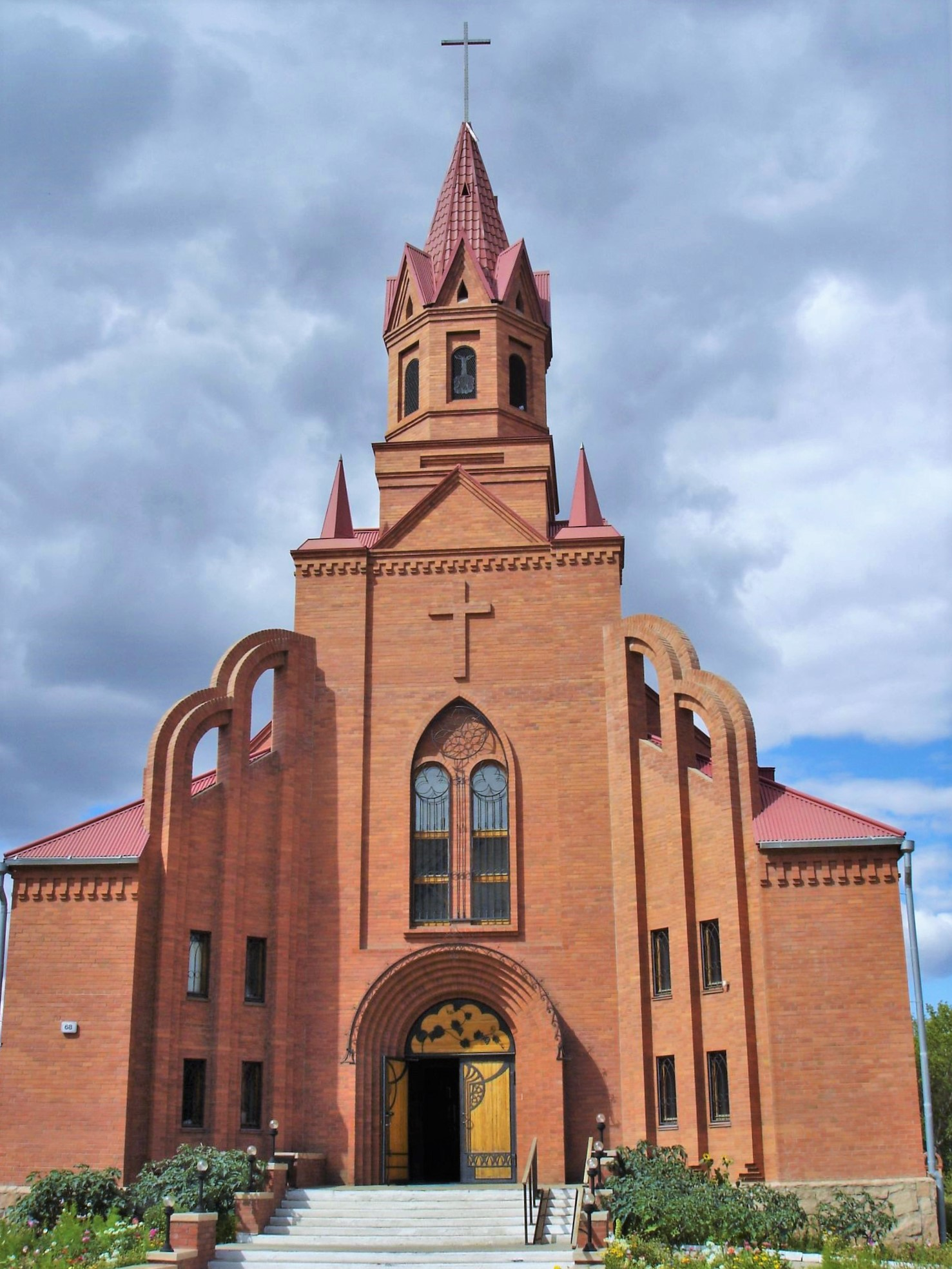